# Československá hokejová liga 1947/1948
5. ročník československé hokejové ligy 1947/48 se hrál pod názvem Státní liga.

## Herní systém
12 účastníků hrálo ve 2 skupin po 6. Ve skupinách se hrálo jednokolově systémem každý s každým. Vítězové skupin sehráli finále na dvě utkání. Mužstva na 5. a 6. místě v obou skupinách sestupovala.

## Pořadí

### Skupina A
| Poř. | Tým                      | Zápasy | Výhry | Remízy | Porážky | Skóre | Body |
| ---- | ------------------------ | ------ | ----- | ------ | ------- | ----- | ---- |
| 1.   | I. ČLTK Praha            | 5      | 5     | 0      | 0       | 61:6  | 10   |
| 2.   | HC Stadion Podolí        | 5      | 3     | 0      | 2       | 52:21 | 6    |
| 3.   | SK Prostějov             | 5      | 3     | 0      | 2       | 28:24 | 6    |
| 4.   | SK Horácká Slavia Třebíč | 5      | 2     | 1      | 2       | 13:29 | 5    |
| 5.   | VŠ Bratislava            | 5      | 1     | 1      | 3       | 12:29 | 3    |
| 6.   | ŠK Banská Bystrica       | 5      | 0     | 0      | 5       | 6:63  | 0    |

### Skupina B
| Poř. | Tým                         | Zápasy | Výhry | Remízy | Porážky | Skóre | Body |
| ---- | --------------------------- | ------ | ----- | ------ | ------- | ----- | ---- |
| 1.   | LTC Praha                   | 5      | 5     | 0      | 0       | 55:7  | 10   |
| 2.   | ŠK Bratislava               | 5      | 3     | 1      | 1       | 28:21 | 7    |
| 3.   | AC Sparta Praha             | 5      | 3     | 0      | 2       | 23:18 | 6    |
| 4.   | AC Stadion České Budějovice | 5      | 2     | 1      | 2       | 32:16 | 5    |
| 5.   | ČSK Říčany                  | 5      | 1     | 0      | 4       | 10:31 | 2    |
| 6.   | BK Havlíčkův Brod           | 5      | 0     | 0      | 5       | 13:68 | 0    |

## Finále
- LTC Praha - I. ČLTK Praha 7:1 a 13:5

## Nejlepší střelci
- Vladimír Kobranov (I. ČLTK Praha) - 20 gólů
- Vladimír Zábrodský (LTC Praha) - 17 gólů
- Karel Stibor (LTC Praha) - 15 gólů
- Milan Matouš (I. ČLTK Praha) - 12 gólů
- Mike Buckna (LTC Praha) - 11 gólů
- Jan Hanzl (HC Stadion Podolí) - 11 gólů

## Zajímavosti
- Po skončení soutěže Sokol Zbrojovka Židenice převzala práva i hráče od klubu SK Horácká Slavia Třebíč.
- Po skončení soutěže ukončil činnost klub HC Stadion Podolí.